# Psychotria penangensis
Psychotria penangensis är en måreväxtart som beskrevs av Joseph Dalton Hooker. Psychotria penangensis ingår i släktet Psychotria och familjen måreväxter. Inga underarter finns listade i Catalogue of Life.